# SAIC Program In Prague
SAIC Program In Prague je studijní program, který založil americký malíř Richard Willenbrink ze School of Art Institute Chicago v Praze. Program spolupráce mezi vysokou školou SAIC (The School of the Art Institute of Chicago) v Chicagu a pražskou Akademií výtvarných umění v Praze.

## Historie
V roce 1998 Richard Willenbrink získal studijní grant k založení malířského studia v Praze. Poté organizoval první cestu studentů do Prahy. Poté vytvořil letní program za podpory Roye a Mary Cullenových.
- 1998 začíná první lednová tvůrčí dílna – workshop
- 2001 Richard Willenbrink se oženil a získal trvalý pobyt v České republice. Programu se účastní více pedagogů z obou institucí.
- 2004 vzniká měsíční letní sekce programu

## Školitelé
- Igor Korpaczewski
- Richard Willenbrink
- Veronika Bromová
- Daniel Vojtěch
- Martina Pippal